# Raymond Rallier du Baty
Raymond Rallier du Baty   (An Oriant, 30 d'agost de 1881 - Talant, 7 de maig de 1978) va ser un mariner i explorador francès que va realitzar prospeccions a les illes Kerguelen subantàrtiques, al sud de l'oceà Índic, a principis del segle xx.
Rallier du Baty va participar en la Tercera expedició antàrtica francesa de 1904-1907 dirigida per Jean-Baptiste Charcot.

## Biografia
Fill de capità de Navili i nebot d'un Almirall, des de molt jove va sentir admiració pel mar.
Als 19 anys va doblar per primera vegada el Cap d'Hornos a bord d'un vaixell escola. El 1903 va aconseguir un lloc a l'expedició de Jean Baptiste Charcot cap a les terres australs.
Després d'obtenir el grau de capità, el 1907 els seus esforços es van concentrar a l'obtenció de fons per organitzar una expedició pròpia que el portaria, després de més de dos anys i amb una escala intermèdia de 15 mesos a les illes Kerguelen, de França a Austràlia.
L'any 1907 va muntar la seva primera expedició, a bord d'un quetx de 45 tones comprat a Boulogne, que va rebatejar com a J.B. Charcot, del qual el seu germà Henry Rallier du Baty era el capità. Va arribar a l'arxipèlag de Kerguelen el 6 de març de 1908 (ancoratge a Port-Nadal), del qual va elaborar el primer mapa exacte. Els mariners van romandre a l'arxipèlag més d'un any, explorant-lo en totes direccions, mentre caçaven foques per produir petroli.
Raymond Rallier du Baty va escriure un llibre que detallava la seva experiència amb el J. B. Charcot, titulat "15.000 milles en un quetx".
De tornada a França, les gestes dels pioners de l'aviació li atrauen de gran manera i obté el seu títol de pilot el maig de 1912. Planificant una nova aventura que va començar el setembre de 1913 i que es va interrompre el 1914 pel començament de la I Guerra Mundial. Posteriorment, la mort del seu germà, ferit al front, va acabar per sempre amb el seu optimisme.
En acabar la guerra, cobert de medalles i mencions honorífiques, va ingressar en el departament com a tècnic i científic de pesca marina.
Va morir el 7 de maig de 1978 a Talant (Côte-d'Or) als 97 anys. Va ser enterrat al cementiri de Kerdeff a Locmiquélic.

## Obres
- "Aventures a les Kerguelen, quinze mil milles en un quetx". Ed. Juventud ISBN 84-261-3179-4